# La hermana Trinquete
La hermana Trinquete é um filme mexicano dirigido por Rafael Baledón e escrito por Roberto Gómez Bolaños.

## Elenco
- Silvia Pinal
- Manolo Fábregas
- Carlos East
- Liza Castro
- León Barroso
- Ana María Bribiesca
- Lucy Buj
- René Cardona
- Juan Gallardo
- Lucy Gallardo